# Abdelkader Ighili
Abdelkader Ighili (en arabe : عبد القادر إيغيلي) est un footballeur international algérien né le 15 avril 1953 à El Affroun dans la wilaya de Blida. Il évoluait au poste de milieu offensif.

## Biographie

### En club
En club, il évolue en première division algérienne avec le club du CR Belouizdad. Il remporte une Coupe d'Algérie avec l'équipe de Belouizdad.

### En équipe national
Abdelkader Ighili reçoit trente deux sélections en équipe d'Algérie entre 1975 et 1978, inscrivant sept buts. Il joue son premier match en équipe nationale le 24 août 1975, en amical contre la France amateur (victoire 2-0). Il joue son dernier match le 17 novembre 1978 contre le Congo (victoire 3-0).
Il participe Jeux méditerranéens de 1975 et aux Jeux africains de 1978 à Alger avec l'Algérie.

## Palmarès
| CR Belouizdad - Coupe d'Algérie (1) : - Vainqueur : 1977-78. - Coupe du Maghreb des clubs champions : - Finaliste : 1972-73. |  | Algérie - Jeux méditerranéens (1) : - Médaille d'or : 1975. - Jeux africains (1) : - Médaille d'or : 1978. |